# Searchlight (album)
Searchlight er det sjette studiealbum fra den skotske keltiske rockband Runrig. Det blev udgivet i 1989.

## Spor
Alle sange er skrevet af Calum Macdonald og Rory Macdonald. 
1. "News from Heaven" - 3:36
2. "Every River" - 4:46
3. "City of Lights" - 4:25
4. "Èirinn" (Ireland) - 4:55
5. "Tìr A' Mhurain" (Land of the Marram Grass) - 3:54
6. "World Appeal" - 2:20
7. "Tear Down These Walls" - 4:08
8. "Only the Brave" - 3:58
9. "Sìol Ghoraidh" (The Genealogy of Goraidh) - 5:21
10. "That Final Mile" - 3:07
11. "Smalltown" - 4:02
12. "Precious Years" - 4:46

## Personel
- Iain Bayne: trommer, percussion
- Malcolm Jones: guitar, sækkepiber, mandolin
- Calum Macdonald: percussion
- Rory Macdonald: vokal, basguitar
- Donnie Munro: Forsanger
- Peter Wishart: keyboard